# Palliduphantes tenerifensis
Palliduphantes tenerifensis är en spindelart som först beskrevs av Jörg Wunderlich 1992.  Palliduphantes tenerifensis ingår i släktet Palliduphantes och familjen täckvävarspindlar.
Artens utbredningsområde är Kanarieöarna. Inga underarter finns listade i Catalogue of Life.